# Nati nel 1944/Senza giorno specificato
| Questa pagina contiene informazioni ricavate automaticamente dalle voci biografiche con l'ausilio del template Bio e di un bot. L'aggiornamento è periodico e automatico e ricostruisce completamente la pagina. Se manca una persona in questa lista, sei pregato di non aggiungerla, ma accertati piuttosto che la sua voce biografica contenga il template Bio e che i dati anagrafici siano correttamente compilati. Se il template Bio manca, inseriscilo tu stesso o, in alternativa, metti l'avviso {{tmp\|Bio}} che ne segnala la mancanza. Se i dati riportati sono sbagliati, correggi direttamente la voce biografica; le modifiche saranno visibili in questa lista entro pochi giorni. Per chiarimenti vedi il progetto biografie. La lista contiene solo le 183 persone che sono citate nell'enciclopedia e per le quali è stato implementato correttamente il template Bio. Pagina aggiornata al 18 ago 2025. |

- Joseph Agius, ex calciatore maltese
- Muzaffar Ali, regista indiano
- Leif Erland Andersson, astronomo svedese († 1979)
- Asli Sancar, scrittrice statunitense
- Alberto Aspesi, stilista italiano
- Mohamed Asswai Khalifa, ostacolista libico († 2018)
- Muhammad Atef, terrorista egiziano († 2001)
- Odysseas Athanatos, ex calciatore cipriota
- Salvatore Avantaggiato, serial killer italiano
- Franco Balli, avvocato e giurista italiano († 2003)
- Gianfranco Barberi, regista e sceneggiatore italiano
- Paolo della Bella, artista italiano
- Silvio Bergamaschi, ingegnere aerospaziale italiano († 1997)
- Piero Bevilacqua, storico, scrittore e saggista italiano
- Lumturi Blloshmi, pittrice albanese († 2020)
- Harold Bloomfield, psichiatra, psicoterapeuta e saggista statunitense
- Tom Boles, astronomo inglese
- Férid Boughedir, regista, sceneggiatore e produttore cinematografico tunisino
- Eduardo Bruno, scultore e medaglista italiano
- Eva Buiatti, medico e epidemiologa italiana († 2009)
- Bella Alekseevna Burnaševa, astronoma sovietica
- Patrick Carnes, medico e psicologo statunitense
- Antonio Caronia, critico letterario italiano († 2013)
- Cristiano Castelfranchi, psicologo italiano
- Alberto Cecchetti, politico sammarinese
- Natalina Ceraso Levati, dirigente sportiva italiana
- Max Capa, fumettista e editore italiano († 2023)
- Gianluigi Chirizzi, attore italiano
- Vince Collins, regista e animatore statunitense
- Scott Conrad, montatore statunitense
- Mauro Coppini, giornalista italiano
- Delia Corleto, cantante italiana († 2011)
- Giorgio Cortenova, critico d'arte e storico dell'arte italiano († 2013)
- Bella Cortez, ballerina e attrice cubana
- Ion Costaș, militare e politico moldavo
- Sylvie Coyaud, scrittrice, divulgatrice scientifica e conduttrice radiofonica francese
- Phil Davis, calciatore inglese († 1997)
- Domenico De Sole, dirigente d'azienda italiano
- Dave DeWitt, scrittore statunitense
- Valeria Della Valle, linguista e italianista italiana
- Giuseppe Di Leva, drammaturgo, scrittore e librettista italiano
- Terry Ellis, produttore discografico britannico
- Panikos Euthymiadīs, ex calciatore cipriota
- Alina Expósito, ex schermitrice cubana
- Peter Faiman, regista e produttore televisivo australiano
- Gian Arturo Ferrari, curatore editoriale e scrittore italiano
- Maria Luisa Figueira, psichiatra portoghese
- Filipponio, cantautore e musicista italiano († 1995)
- Armando Floridia, pilota automobilistico italiano
- Tomas Fotiadis, ex calciatore greco
- Jean-Pierre Franchetti, ex ballerino francese
- Ray Freeman, allenatore di calcio e calciatore inglese († 2019)
- Benjamin Friedman, economista statunitense
- Sebastiano Fusco, saggista, scrittore e traduttore italiano
- Robert G. Gagliano, oncologo e astronomo statunitense
- Eugenio Galea, mafioso italiano
- Benito Galilea, poeta e scrittore italiano
- José Andrés Gallego, storico spagnolo
- Gao Yu, giornalista cinese
- Michael Garrett, compositore e pianista britannico († 2023)
- Jean-Louis Gassée, informatico e programmatore francese
- Giorgio Gattei, economista italiano
- Donald A. Gillies, filosofo britannico
- Alan C. Gilmore, astronomo neozelandese
- Claudio Giorgi, attore e regista italiano
- Jean-Jacques Glassner, storico francese
- Henri Gouraud, informatico francese
- Carlos Grassini, ex calciatore argentino
- Edward C. Green, antropologo statunitense
- Nicholas Guild, scrittore statunitense
- G. R. Hawting, orientalista britannico
- Michael Heizer, artista statunitense
- Hassan Abdullah Hersi al-Turki, terrorista somalo († 2015)
- Jiri Hlinka, pianista e docente cecoslovacco
- Joseph R. Hobart, astronomo statunitense
- Tetsuhiro Hokama, karateka giapponese
- Ivy Holzer, attrice italiana
- Maryam bint Salman Al Khalifa, nobildonna bahreinita
- Gianni Italia, sindacalista italiano
- Sheila Jasanoff, docente indiana
- Paramananda Jha, politico nepalese
- Stephen C. Johnson, informatico statunitense
- Charles W. Juels, astronomo statunitense († 2009)
- Richard Kalvar, fotografo statunitense
- Pedro Kanof, ingegnere e inventore italiano
- Sarah Kay, illustratrice australiana
- Michael H. Kenyon, criminale statunitense
- Mirko Klinar, ex sciatore alpino sloveno
- Xavier Koller, regista e sceneggiatore svizzero
- Deborah Kooperman, chitarrista e cantante statunitense
- John Koza, informatico statunitense
- Arnd Krüger, mezzofondista e insegnante tedesco
- Gabriele Kuby, critica letteraria tedesca
- Lenard Lakofka, autore di giochi statunitense († 2020)
- C. S. Lakshmi, scrittrice indiana
- Claudie Lange, attrice e modella belga
- Aleksej Ljubimov, pianista e clavicembalista russo
- David Lord, produttore discografico e compositore britannico
- Agnès Loti, cantante francese
- R.B. Lynam, ex cestista statunitense
- Marco Madrigali, imprenditore e dirigente sportivo italiano († 2025)
- Gertrud Mair, annunciatrice televisiva e conduttrice televisiva italiana († 2016)
- Jack Mapanje, scrittore malawiano
- Claude Marreau, ex pilota di rally francese
- Jean-Hubert Martin, francese
- Egisto Masotti, astronomo italiano
- Mario Mazzoleni, presbitero italiano († 2001)
- Carla Melazzini, insegnante italiana († 2009)
- Piero Melfa, compositore italiano
- Gilson Metidieri, ex calciatore brasiliano
- Orlando Mezzabotta, attore e doppiatore italiano
- Gabriel Estavao Monjane, circense mozambicano († 1990)
- Malcolm Mooney, cantante e pittore statunitense
- Alejandro Morales, scrittore statunitense
- Olivier Mosset, artista svizzero
- Anna Municchi, giornalista, fotografa e scrittrice italiana († 2004)
- Nawshirwan Mustafa, politico e storico curdo († 2017)
- Gianni Nebbiosi, musicista e cantautore italiano
- Grazia Negrini, attivista italiana († 2021)
- O Su-yong, politico nordcoreano
- Goukouni Oueddei, politico ciadiano
- Mārīte Ozere, modella statunitense
- Sharon Pecjak, ex sciatrice alpina statunitense
- Oreste Pelagatti, drammaturgo italiano († 2002)
- Pierre Pellegrin, filosofo francese
- Manuel Pérez, allenatore di pallacanestro cubano († 2024)
- Robert Peroni, scrittore, esploratore e alpinista italiano
- Holger Petzold, attore tedesco
- Carlo Pignatelli, stilista e imprenditore italiano
- Fabio Pistella, fisico italiano
- Philip Pizzo, docente, oncologo e pediatra statunitense
- Abdul Qadir, generale, politico e rivoluzionario afghano († 2014)
- Moise Rahmani, scrittore e pubblicista belga († 2016)
- Irene Ravache, attrice brasiliana
- Gianni Restucci, cantante italiano († 2007)
- Eugene Richards, fotografo statunitense
- Giuseppe Richeri, economista italiano
- Uri Rubin, arabista e islamista israeliano († 2021)
- Rosanna Ruffini, cantante e attrice italiana († 2015)
- Peter Ruschp, sciatore alpino e allenatore di sci alpino statunitense († 2005)
- Koffi Sama, politico togolese
- Salvatore Scala, mafioso statunitense († 2008)
- Nancy Scheper-Hughes, antropologa statunitense
- Wolfgang Schirmacher, filosofo e saggista tedesco
- Ria Schouten, ex cestista olandese
- Giorgio Seveso, critico d'arte e giornalista italiano
- Takeshi Seyama, montatore giapponese
- Agnes Simonffy, ex schermitrice ungherese
- Solidea, cantante italiana († 1987)
- Piero Soria, giornalista, scrittore e sceneggiatore italiano
- Carlos Sorín, regista e sceneggiatore argentino
- Rodrigo de Sousa e Castro, militare portoghese
- Anne Sundby, ex sciatrice alpina norvegese
- Ann Sydney, modella, attrice e conduttrice televisiva britannica
- Joseph Szabo, fotografo statunitense
- Aldo Tamborelli, compositore, chitarrista e paroliere italiano
- Filoimea Telito, politico tuvaluano († 2011)
- Ezio Toffolutti, scenografo, costumista e regista italiano
- Andrea Tonacci, regista italiano († 2016)
- Carlo Toto, imprenditore italiano
- Godfried Toussaint, informatico e matematico canadese († 2019)
- Keith Peter Tritton, astronomo britannico
- Gianluigi Trovesi, sassofonista, clarinettista e compositore italiano
- Francisco Ulibarri, ex calciatore messicano
- Italo Valent, filosofo e storico della filosofia italiano († 2003)
- Pietro Veglio, economista svizzero
- Delfina Vezzoli, traduttrice italiana († 2017)
- Massimo Villetti, ex cestista e allenatore di pallacanestro italiano
- Salvatore Vinciguerra, cantautore italiano
- Vaughn R. Walker, giurista statunitense
- Brigitta Westphal, pittrice tedesca
- Tom Wham, autore di giochi e illustratore statunitense
- Bobby Wilson, ex cestista statunitense
- Emil Wolk, attore e baritono statunitense
- Omar Yacef, rivoluzionario algerino († 1957)
- Yannick Hodbert, fumettista francese
- Ric Young, attore malaysiano
- Abdul Fatah Iunis, generale e politico libico († 2011)
- Avivah Gottlieb Zornberg, biblista e scrittrice britannica
- Muhammad Naji al-Otari, politico siriano
- Omar al-Hariri, militare e politico libico († 2015)
- Muhammad bin Sa'd Al Sa'ud, militare e politico saudita
- Ben van Os, scenografo olandese († 2012)